# Carson City
Carson City – stolica stanu Nevada, miasto na prawach hrabstwa. Według spisu w 2020 roku liczy 58,6 tys. mieszkańców. Jedno z najmniejszych wśród siedzib rządów stanowych w Stanach Zjednoczonych. Jedna czwarta mieszkańców to Latynosi.
Nazwę otrzymało na cześć Kita Carsona – podróżnika i uczestnika wojny secesyjnej po stronie Unii. W latach 1861–1969 znajdowało się w granicach hrabstwa Ormsby.

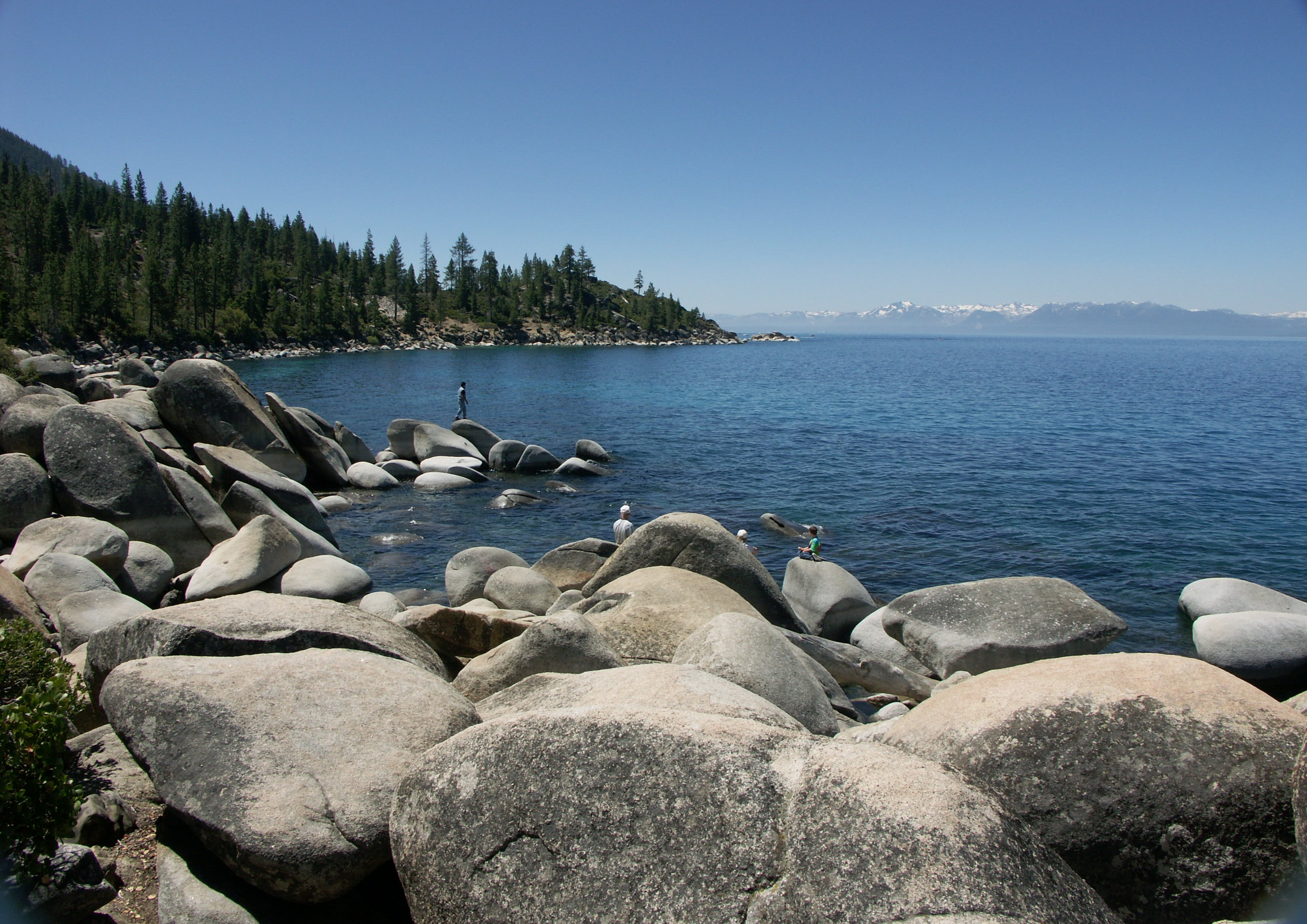
Jezioro Tahoe znajduje się ok. 20 km na zachód od miasta

## Historia
- 1840 – W drodze do Valley Eagle w celu sporządzenie map zachodniej części kraju, po przebyciu trudnej i długiej drogi przez góry Sierra Nevada na zachodzie i pustynię na wschodzie, dotarli tutaj Kit Carson i John C. Frémont.
- 1841 – Pierwszy większy napływ osadników w związku z odkryciem złota w pobliskiej Kalifornii.
- lata do 1851 – Eagle Station (Stacja Orła) i małe rancza na Carson Branch California Emigrant Trail służyły jako nocleg dla podróżników, górników i poszukiwaczy złota.
- 1858 – Abraham Curry przeniósł się z Genoi, gdzie prowadzenie interesów stało się nieopłacalne, i kupił Eagle Station. W dużej mierze właśnie jemu Carson City zawdzięcza status stolicy – m.in. dzięki temu, że przewidująco przeznaczył  10 akrów swojej ziemi na budowę stanowego Kapitolu.
- 1859 – Odkrycie we wschodnich wzgórzach okalających miasto ogromnych złóż srebra Comstock Lode, uznanych za największe źródło tego kruszcu w historii świata[potrzebny przypis]. Dziesiątki tysięcy górników sprowadziło się do Carson City i Virginia City.
- 1860 – Utworzenie stacji Poczty Konnej i Overland mail oraz siedziby Wells Fargo Butterfield.
- 1861 – Powstanie Terytorium Nevady. Dzięki staraniom Curry’ego siedzibą władz stało się Carson City.
- 31 października 1864 – Decyzją Kongresu Stanów Zjednoczonych Terytorium przekształcono w trzydziesty szósty stan, ze stolicą w Carson City, pomimo relatywnie niewielkiej jego liczby ludności. Przesądziło o tym abolicjonistyczne nastawienie mieszkańców i zapotrzebowanie Unii na wydobywany tu kruszec, który miał pokrywać koszty prowadzenia wojny secesyjnej. Data ta jest świętem stanowym, fetowanym w mieście m.in. paradą.
- 1873 – Odkrycie kolejnych złóż srebra w Big Bonanza. Rozkwit przedsiębiorstwa Construction Virginia i Truckee Railroad trudniącego się transportem rud i drewna.

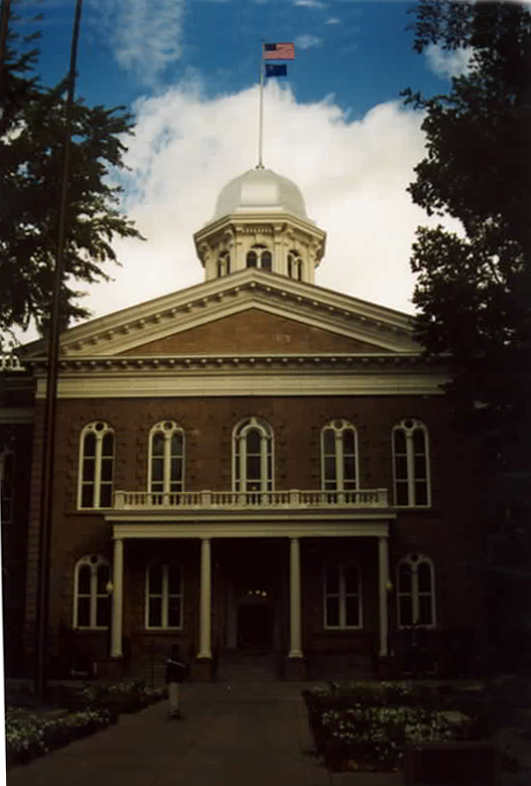
Kapitol stanu Nevada w Carson City

## Klimat
Carson City położony jest w pustynnej dolinie na wysokości ok. 1442 metrów n.p.m. (4730 stóp). Lata są  bardzo suche, nawet w porównaniu z sąsiednią Kalifornią, z temperaturą 32 °C – 37,8 °C (90 °F – 100 °F), zimą występują niewielkie opady śniegu, temperatura w styczniu to -5,5 °C – 7,2 °C (22 °F – 45 °F).

## Religia
Znaczna część mieszkańców miasta zostaje bez przynależności religijnej. Do największych grup religijnych w 2010 roku należeli: mormoni (2869 członków w 7 świątyniach), katolicy (2578 członków w 2 kościołach), Zbory Boże (2500 członków) i lokalne bezdenominacyjne zbory ewangelikalne (1844 członków w 5 zborach). Pozostałe grupy, jak baptyści, metodyści, czy ormianie nie przekraczały tysiąca osób.

## Kultura
- Muzeum Stanowe Nevady
- Stanowe Muzeum Kolejnictwa
- Park stanowy Jezioro Washoe